# Laporte (Pennsylvania)
Laporte település az Amerikai Egyesült Államok Pennsylvania államában, Sullivan megyében, melynek megyeszékhelye is. Lakosainak száma 314 fő (2020. április 1.).

## Népesség
A település népességének változása:

| 2010 | 316 |
| 2020 | 314 |